# Ariadna comata
Espèce
Synonymes
- Ariadne comata O. Pickard-Cambridge, 1898

Ariadna comata est une espèce d'araignées aranéomorphes de la famille des Segestriidae.

## Distribution
Cette espèce est endémique du Mexique. Elle se rencontre au Veracruz, au Puebla et au Chiapas.

## Description
Le mâle décrit par Giroti et Brescovit en 2018 mesure 6,24 mm et la femelle 10,08 mm, les femelles mesurent de 6,96 à 12,32 mm.

## Publication originale
- O. Pickard-Cambridge, 1898 : Arachnida. Araneida. Biologia Centrali-Americana, Zoology. London, vol. 1, p. 233-288 (texte intégral).